# Fedora
Fedora (do verze 6 včetně Fedora Core) je linuxová distribuce založená na balíčkovacím systému RPM, vyvíjená komunitou vývojářů okolo Fedora Project, sponzorovaného společností Red Hat, od jejíž distribuce se projekt oddělil.
Cílem projektu je vytvořit kompletní operační systém pro všeobecné použití z open source softwaru. Fedora vznikla jako reakce na obchodní strategii Red Hatu, který se v roce 2003 rozhodl zaměřit na sféru komerčního nasazení a vyvíjet pouze komerční Red Hat Enterprise Linux.
Fedora je vyvíjena s důrazem na použití na domácích počítačích, avšak umožňuje i využívání na serverech. Vyvíjí ji komunita vývojářů za podpory společnosti Red Hat. Fedora je známá svou pokrokovostí a zpravidla přináší v každé verzi několik zásadních novinek. Nové verze Fedory vycházejí pravidelně každých šest až osm měsíců.
Další mezi uživateli oblíbenou vlastností Fedory je, že díky použití čerstvých verzí komponent dobře podporuje nový hardware, takže Fedoru lze zpravidla snadno a bez nutnosti složité ruční konfigurace zprovoznit i na moderních počítačích, na kterých je instalace konzervativnějších distribucí obtížná.

## Historie
Projekt Fedora byl vytvořen koncem roku 2003, když byl ukončen projekt Red Hat Linux. Red Hat doporučil uživatelům původní ukončené distribuce, aby přešli na komerční Red Hat Enterprise Linux (RHEL), který pokračuje tam, kde byl vývoj ukončen, pouze s oficiální (placenou) podporou. Někteří vývojáři RHEL se účastní i vývoje Fedory.

## Celkový pohled
Fedora se dodává na pěti CD nebo jednom DVD. Ovšem pouze první dvě CD jsou potřebná pro základní instalaci. Podporována je i instalace ze sítě přes HTTP, FTP nebo NFS. Fedora používá jako základní grafické prostředí GNOME, dobře podporováno je však i prostředí KDE, které je rovněž obsaženo na oficiálních CD a DVD. Lze však využít i další alternativní grafická prostředí. Jako základní bootovací zavaděč se používá GNU GRUB. Fedora je navržena pro snadnou instalaci a konfiguraci, obsahuje sadu jednoduchých nástrojů pro instalaci nových balíčků a konfiguraci systému. Jako souborový systém je standardně podporován Btrfs a pro instalaci nových aplikací upřednostňuje používání RPM balíčků. RPM balíčky usnadňují správu jednotlivých balíčků v systému. Podporovány jsou také aplikace ve formátu Flatpak.

## Vývoj
Dosud bylo vydáno patnáct stabilních verzí Fedory. Každá ze stabilních verzí prošla třemi testovacími verzemi, které byly vydány za účelem hledání nedostatků a chyb, na které následně mohou uživatelé – testeři upozornit. Z těchto verzí se poté po opravě chyb a nedostatků, které ohlásí uživatelé nebo na které přijdou sami vývojáři, stává ostrá verze.

## Vlastnosti Fedory

### Distribuce
Fedora je distribuována mnoha různými způsoby:
- Fedora DVD – DVD na kterém jsou k dispozici všechny balíčky;
- Live CD – vytvoření živého CD/DVD nebo je možné bootovat rovnou z USB flash disku a volitelně nainstalovat na pevný disk;
- Minimální instalační médium (Minimal CD) – slouží k instalaci přes protokol HTTP, FTP nebo NFS, základ instalace má asi jen 10 MB;
- Záchranné CD nebo USB – používá se pokud některá část systému selhala a musí být opravena.

Projekt Fedora rovněž distribuuje vlastní varianty Fedory, které se nazývají Fedora spiny. Ty jsou postaveny z určité softwarové sady a mají kombinaci softwaru pro splnění požadavků konkrétního druhu koncového uživatele. Fedora spiny jsou vyvíjeny několika zájmovými skupinami Fedory. Je také možné vytvořit Live USB verze Fedory pomocí Fedora Live USB creator, UNetbootin nebo dd.
Skupina EPEL (Extra Packages for Enterprise Linux) je dobrovolnou komunitou založenou na úsilí z projektu Fedora vytvořit vysoce kvalitní add-on balíčky, které doplňují Fedoru.
Pro správu balíčků je používán nástroj dnf a PackageKit.

### Softwarové úložiště
Fedora je nainstalována se širokou škálou softwaru, který zahrnuje LibreOffice, Firefox, Empathy, Evolution a GIMP. Další software, který není nainstalován ve výchozím nastavení lze stáhnout pomocí správce balíčků. Před Fedorou 7, byly dvě hlavní úložiště – základní a extra. Fedora Core obsahoval všechny základní balíčky, které byly požadovány v operačním systému, stejně jako jiné balíčky, které byly distribuovány spolu s instalačním CD/DVD a byl udržován pouze vývojáři Red Hat. Existují úložiště třetích stran, které distribuují další balíčky, ale nejsou zahrnuty ve Fedoře buď proto, že nesplňuje definici svobodného softwaru, nebo proto, že distribuce tohoto softwaru může porušovat zákony USA.

### Desktop a Spiny
Výchozí plocha ve Fedoře je desktopové prostředí GNOME, ale Fedora nabízí GNOME Shell jako výchozí rozhraní od vydání Fedory Core 15. Ostatní desktopová prostředí jsou k dispozici jako Fedory a lze doinstalovat desktopová prostředí KDE Plasma, Xfce a LXDE. Kromě toho, specializované "spiny" jsou k dispozici ve výchozím nastavení. Další spiny jsou k dispozici pro konkrétním zaměření např. specializované zájmy, hraní her, bezpečnost, design nebo robotika.

### Funkce zabezpečení
Bezpečnost je jedním z nejdůležitějších prvků ve Fedoře. Jedním z bezpečnostních prvků je Security-Enhanced Linux, linuxová funkce, která implementuje celou řadu bezpečnostních politik, včetně povinných kontrol přístupu, pomocí linuxového modelu zabezpečení (LSM) v linuxovém jádře. SELinux byl představen ve Fedoře Core 2. Ve výchozím nastavení byla funkce vypnuta, protože radikálně změnila způsob, jakým operační systém fungoval, ale byla povolena ve výchozím nastavení ve Fedoře Core 3 a zavedla méně striktní cílenou politiku.

## Verze
| Verze                | Jádro (vydání) | Jádro (poslední) | Gnome | Datum vydání       | Datum ukončení podpory |
| -------------------- | -------------- | ---------------- | ----- | ------------------ | ---------------------- |
| 1 Yarrow             | 2.4.19         | 2.4.22-1.2199    | 2.4   | 6. listopadu 2003  |                        |
| 2 Tettnang           | 2.6.5-1.358    | 2.6.10-1.771     | 2.6   | 18. května 2004    |                        |
| 3 Heidelberg         | 2.6.9-1.667    | 2.6.12-1.1381    | 2.8   | 8. listopadu 2004  |                        |
| 4 Stentz             | 2.6.11-1.1369  | 2.6.12-1.1456    | 2.10  | 13. června 2005    |                        |
| 5 Bordeaux           | 2.6.15-1.2054  | 2.6.20-1.2320    | 2.14  | 20. března 2006    |                        |
| 6 Zod                | 2.6.18-1.2798  | 2.6.20+          | 2.16  | 24. října 2006     |                        |
| 7 Moonshine          | 2.6.21-1.3194  | 2.6.21+          | 2.18  | 31. května 2007    |                        |
| 8 Werewolf           | 2.6.23.1-42    | 2.6.23+          | 2.20  | 8. listopadu 2007  |                        |
| 9 Sulphur            | 2.6.24.7-92    | 2.6.24+          | 2.22  | 13. května 2008    |                        |
| 10 Cambridge         | 2.6.27.5-117   | 2.6.27+          | 2.24  | 25. listopadu 2008 |                        |
| 11 Leonidas          | 2.6.29.4-167   | 2.6.29+          | 2.26  | 9. června 2009     |                        |
| 12 Constantine       | 2.6.31.6-162   | 2.6.31+          | 2.28  | 17. listopadu 2009 |                        |
| 13 Goddard           | 2.6.33         | 2.6.33+          | 2.30  | 25. května 2010    |                        |
| 14 Laughlin          | 2.6.35         | 2.6.35+          | 2.32  | 2. listopadu 2010  |                        |
| 15 Lovelock          | 2.6.38         | 2.6.38           | 3.0   | 24. května 2011    |                        |
| 16 Verne             | 3.1            | 3.1              | 3.2   | 8. listopadu 2011  |                        |
| 17 Beefy Miracle     | 3.3            | 3.3              | 3.4   | 29. května 2012    |                        |
| 18 Spherical Cow     | 3.6            | 3.9              | 3.6   | 15. ledna 2013     |                        |
| 19 Schrödinger's cat | 3.9            | 3.14             | 3.8   | 2. července 2013   |                        |
| 20 Heisenbug         | 3.11           | 4.0              | 3.10  | 17. prosince 2013  |                        |
| 21                   | 3.17           | 4.0              | 3.14  | 9. prosince 2014   |                        |
| 22                   | 4.0            | 4.2              | 3.16  | 26. května 2015    |                        |
| 23                   | 4.2            | 4.4              | 3.18  | 3. listopadu 2015  |                        |
| 24                   | 4.5            |                  | 3.20  | 21. června 2016    |                        |
| 25                   | 4.8            |                  | 3.22  | 22. listopadu 2016 | 12. prosince 2017      |
| 26                   | 4.11           |                  | 3.24  | 11. července 2017  | 29. května 2018        |
| 27                   | 4.13           |                  | 3.26  | 14. listopadu 2017 | 30. listopadu 2018     |
| 28                   | 4.16           |                  | 3.28  | 1. května 2018     | 28. května 2019        |
| 29                   | 4.18           |                  | 3.30  | 30. října 2018     | 26. listopadu 2019     |
| 30                   | 5.0            |                  | 3.32  | 30. dubna 2019     | 26. května 2020        |
| 31                   | 5.3            |                  | 3.34  | 22. října 2019     | 24. listopadu 2020     |
| 32                   | 5.6            |                  | 3.36  | 28. dubna 2020     | 25. května 2021        |
| 33                   | 5.8            |                  | 3.38  | 27. října 2020     | 30. listopadu 2021     |
| 34                   | 5.11           |                  | 40    | 27. dubna 2021     | 1. června 2022         |
| 35                   | 5.15           |                  | 41    | 2. listopadu 2021  | 29. listopadu 2022     |
| 36                   | 5.17           |                  | 42    | 10. května 2022    | 16. května 2023        |
| 37                   | 6.0            |                  | 43    | 15. listopadu 2022 | 14. listopadu 2023     |
| 38                   | 6.2            |                  | 44    | 18. dubna 2023     | 14. května 2024        |
| 39                   | 6.5            |                  | 45    | 7. listopadu 2023  | 26. listopadu 2024     |
| 40                   | 6.8            |                  | 46    | 23. dubna 2024     | 13. května 2025        |
| 41                   | 6.11           |                  | 47    | 29. října 2024     | 19. listopadu 2025     |
| 42                   | 6.14           |                  | 48    | 15. dubna 2025     | 13. května 2026        |
| 43                   | není známo     |                  | 49    | 11. listopadu 2025 | 2. prosince 2026       |

### Fedora Core 1
Fedora Core 1 je první verzí Fedory. Byla vydána 6. listopadu, 2003. Fedora Core 1 je založena na distribuci Red Hat Linux 9 a dodávala se s Linux Kernel verze 2.4.19, a v prostředí GNOME verze 2.4.0-1 a také v prostředí KDE verze 3.1.4. – 3.1.6. Tato verze byla vydána pod názvem Yarrow. Vývoj této verze je již ukončen.

### Fedora Core 2
Datum vydání Fedora Core 2 je 18. března 2004. Jeho názvem je Tettnang. Vývoj této distribuce je rovněž ukončen. Tato distribuce byla první, která obsahovala Linux Kernel verze 2.6. Byla také první, která obsahovala SELinux (Security-Enhanced version of Fedora). Ve Fedoře Core 2 je XFree86 nahrazen novějším a z hlediska licencování méně problematickým X.org.

### Fedora Core 3
Fedora Core 3 byla vydána 8. listopadu 2004. Byla uvedena pod názvem Heidelberg. Vývoj této distribuce je ukončen. Ve Fedoře Core 3 Red Hat představil Firefox jako doplněk webového prohlížeče Mozilla.

### Fedora Core 4

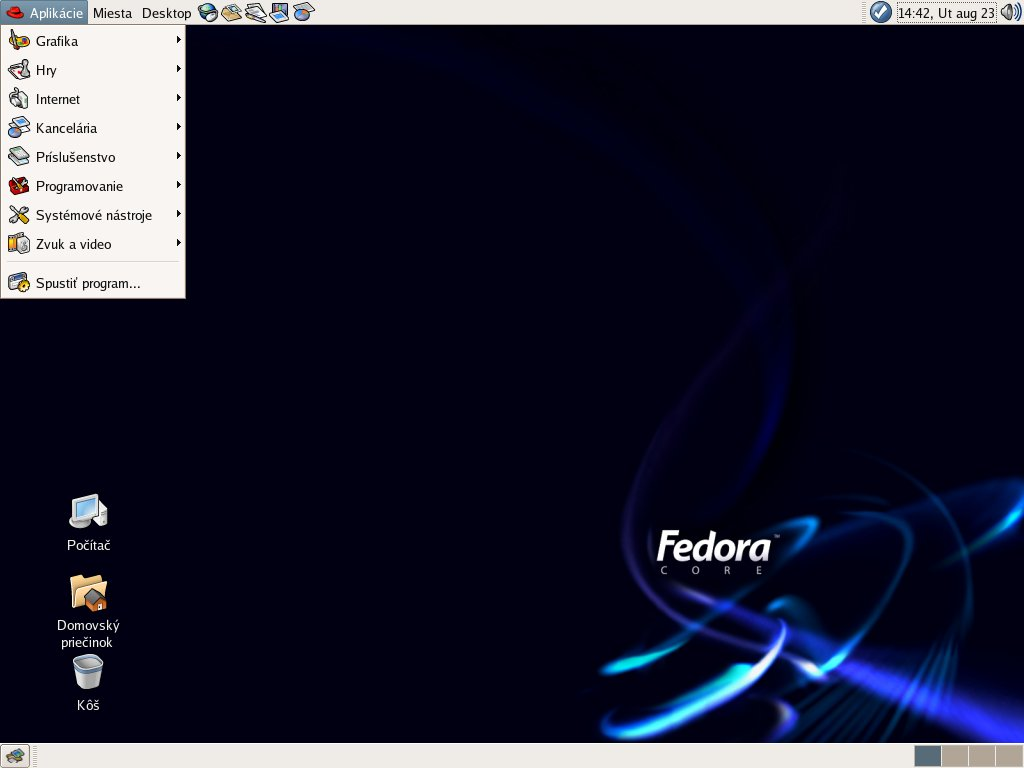
Plocha Fedory Core 4 ve slovenštině

Fedora Core 4 byla vydána 13. června, 2005. Byla uvedena pod názvem Stentz. Vývoj této distribuce je ukončen. Ve Fedoře Core 4 Red Hat představil Clearlooks jako výchozí motiv. Byla také představena vysoká výkonnost a zabezpečená opensourceová virtuální struktura Xen.

### Fedora Core 5

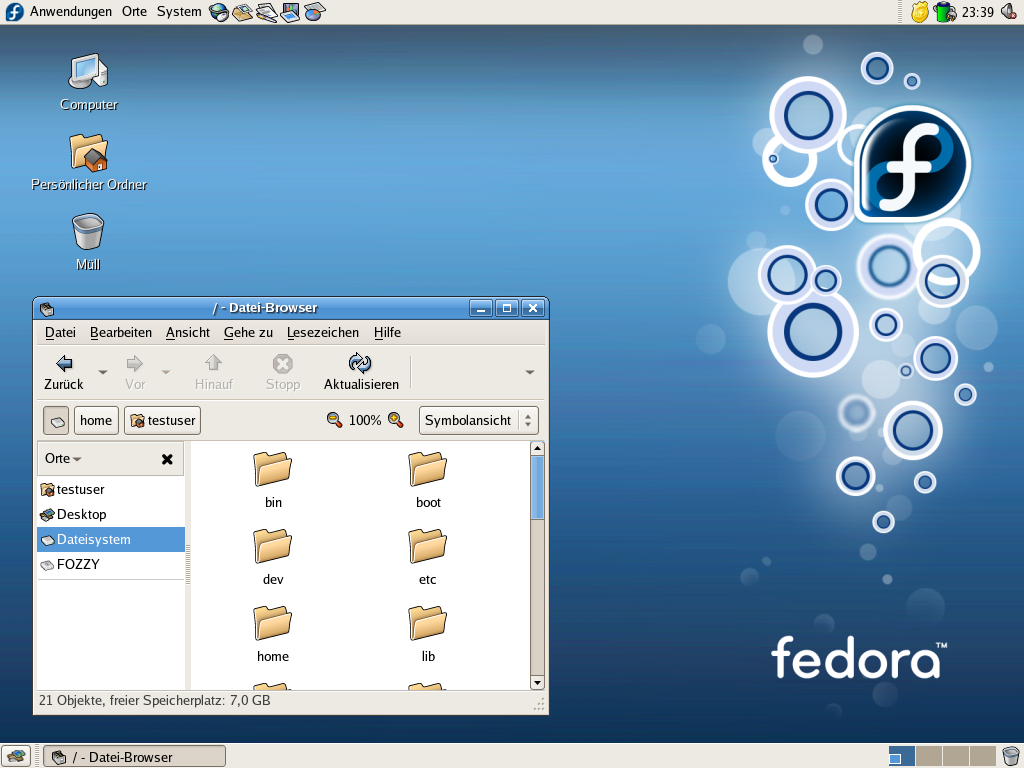
Fedora Core 5

Fedora Core 5 byla uvedena 20. března, 2006. Jeho název je Bordeaux a tato distribuce již není podporována. Fedora Core 5 je první distribucí Fedory, která obsahuje mono, a nástroje jako beagle (rozhraní pro rychlé, indexové, vyhledávání); f-spot (photo management utility), a Tomboy. Také představila nový balíček nástrojů pro správu jako například: pup, jednoduché rozhraní pro systémové aktualizace, a pirut, nový balíček manažerů, které nahradili system-config-packages. Další novinkou, kterou Fedora Core 5 představila bylo Fedora Bubbles artwork. Je to také první distribuce Fedory, která neobsahuje dlouho nepřípustný, přesto udržovaný LinuxThreads, který se zachovával kvůli kompatibilitě. LinuxThreads byl nahrazen pomocí Native POSIX Thread Library, proto proměnné prostředí LD ASSUME KERNEL nebude nadále fungovat.

### Fedora Core 6
Fedora Core 6 byla uvedena 24. října 2006, pod názvem Zod. Tato distribuce již není podporována. Ve Fedoře Core 6, používá Fedora Project Fedora DNA artwork. Také představili podporu Compizu (compositing window manager pro X Window System) a AIGLX, program, který umožňuje GL-akcelerované efekty na standardním desktopu. Pro Fedoru je určující, že Fedoru Core 6 používá již přes 2 miliony uživatelů. Obchodní název Zod je odvozena ze jména postavy v archivním dílu komiksu Superman. Fedora Core 6 přišla na trh s Open Officem 2.0. Open Office je kancelářský balíček od společnosti Sun. Je volně šiřitelný a jedná se o open source. Může být používán zároveň s MS Officem nebo jako alternativa tohoto balíčku společnosti Microsoft. Výchozím webovým prohlížečem je zde Firefox 1.5. Fedora prohlásila, že Zod je mnohem lepší než Fedora Core 5.

### Fedora 7
Fedora 7 vyšla 31. května 2007. Největším rozdílem mezi Fedora Core 6 a Fedorou 7 je to, že Fedora 7 uvádí spojení repozitářů Core a Extras, proto z jejího názvu zmizí Core a dále bude jen uvádět Fedora 7. Sedmá distribuce Fedora Core má nový vzhled, přezdívaný „Flying High“. Tento nový motiv byl přijat s menším uznáním než předchozí umělecké styly, nicméně byl akceptován.
Fedora 7 je také první distribucí, která představuje spiny. Spin je vydání Fedory, která se zaměřila na potřeby uživatele. Fedora 7 spins bude obsahovat Live verzi. Live CD umožní uživateli vyzkoušet si tuto distribuci, primárně zaměřenou na desktopy, pracovní stanice a servery, obsahující KDE – K Desktop Environment a všechny doplňkové balíčky. Další důležitou vlastností Fedory 7 je implementace GNOME verze 2.18.

### Fedora 8

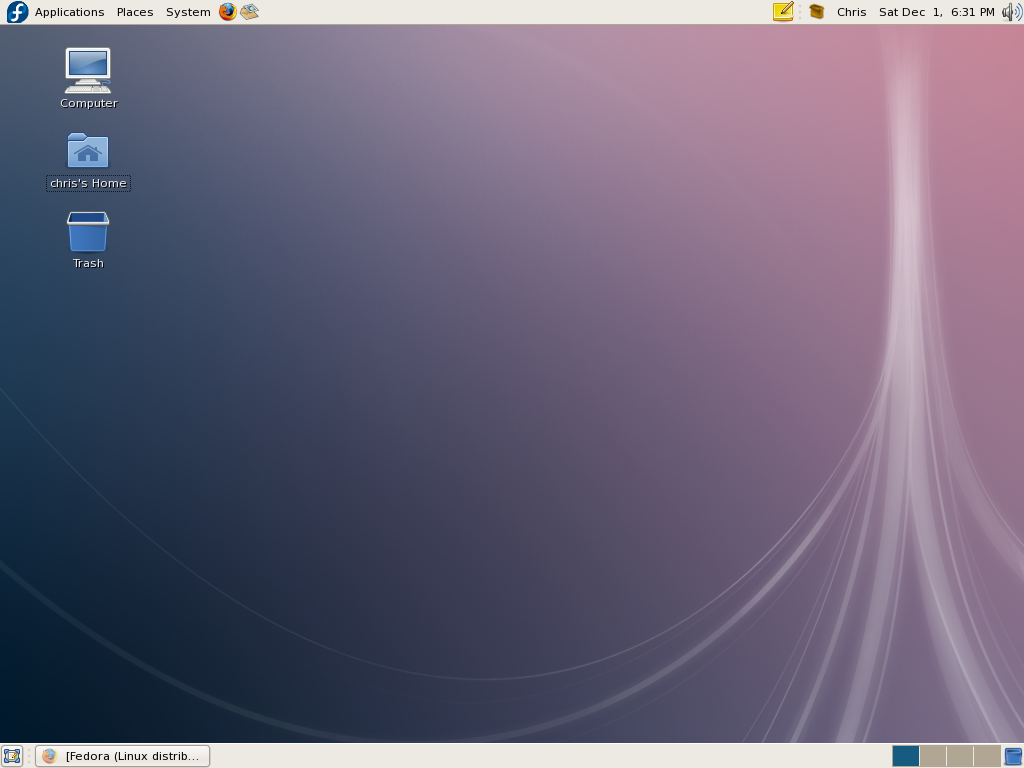
Fedora 8

Fedora 8 vyšla 8. listopadu 2007. Mezi hlavní novinky patří:
- NetworkManager – automaticky rozpozná dostupné sítě a vybere tu nejvhodnější, umožňuje také spravovat bezdrátové sítě a VPN
- PulseAudio – služba, která vám umožní ovládat zvuk pro každou aplikaci samostatně
- Lepší podpora notebooků – nižší spotřeba energie díky vylepšením v jádře, deaktivace některých naplánovaných úloh při práci na baterie, podpora nových WiFi karet
- system-config-firewall – nový nástroj pro nastavení firewallu
- rsyslog – nová služba pro zaznamenávání událostí, nahradil zastaralý a neudržovaný sysklog

### Fedora 9
Fedora 9 vyšla 13. května 2008. Mezi hlavní novinky patří:
- Gnome 2.22, KDE 4, Firefox 3.0 beta 5
- možnost zmenšit existující diskové oddíly během instalace
- možnost šifrovat /home
- nástroj swfdec[9] pro podporu Adobe Flash je zahrnut přímo v distribuci
- podpora Javy pomocí OpenJDK 6 je zahrnuta přímo v distribuci

### Fedora 10

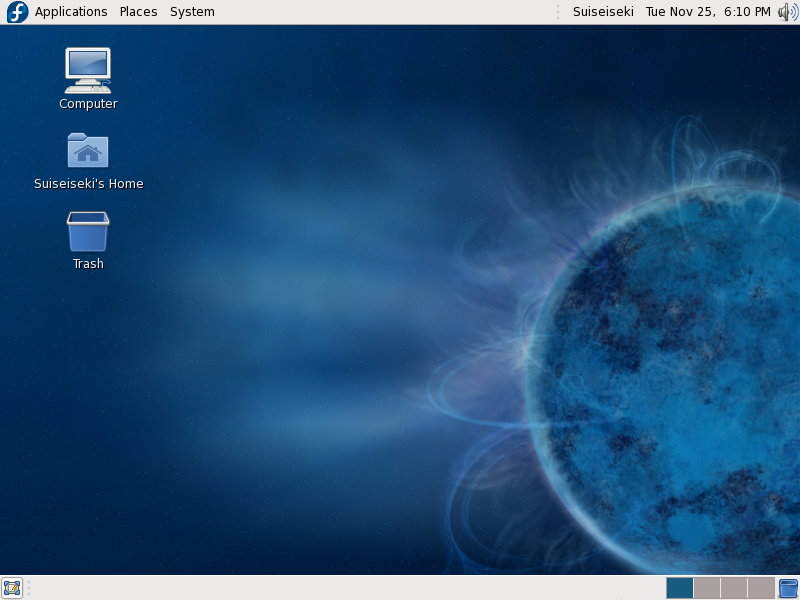
Fedora 10

Fedora 10 (kódový název Cambridge) vyšla 25. listopadu 2008. Mezi hlavní novinky patří:
- GNOME 2.24, KDE 4.1.2, X.Org 7.4, X Server 1.5, kernel 2.6.27.5+
- grafický start pomocí nástroje Plymouth a kernel modesetting[11]
- X Window System používá evdev[12] a je standardně bez konfiguračního souboru /etc/X11/xorg.conf
- OpenOffice.org 3.0

### Fedora 11

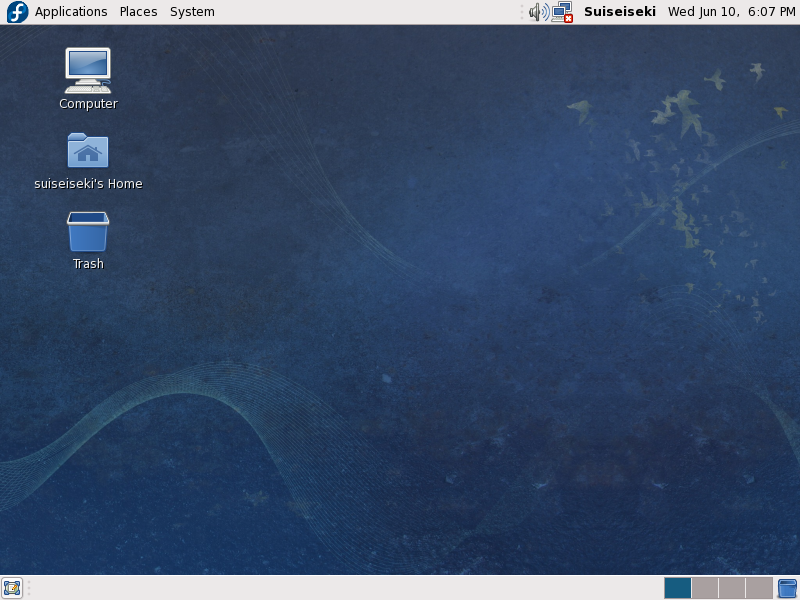
Fedora 11

Fedora 11 (kódový název Leonidas) vyšla 9. června 2009. Mezi hlavní novinky patří:
- GNOME 2.26.1, KDE 4.2.2, X.Org 7.4, X Server 1.6, DRI2, kernel 2.6.29.4-167+
- rychlejší start systému (zamýšlený do 20 sekund)
- implicitní souborový systém ext4 a experimentální Btrfs (aktivovaný pří instalaci volbou IcantbelieveitsnotBTR)
- GCC 4.4, Netbeans 6.5, OpenOffice.org 3.1.0, Firefox 3.5b4, Thunderbird 3.0b2, Python 2.6, Xfce 4.6
- kernel modesetting pro čipy ATI (r100/r200),[14] NVIDIA[15] a Intel[16]
- Presto, vylepšené ovládání zvuku a další

### Fedora 12

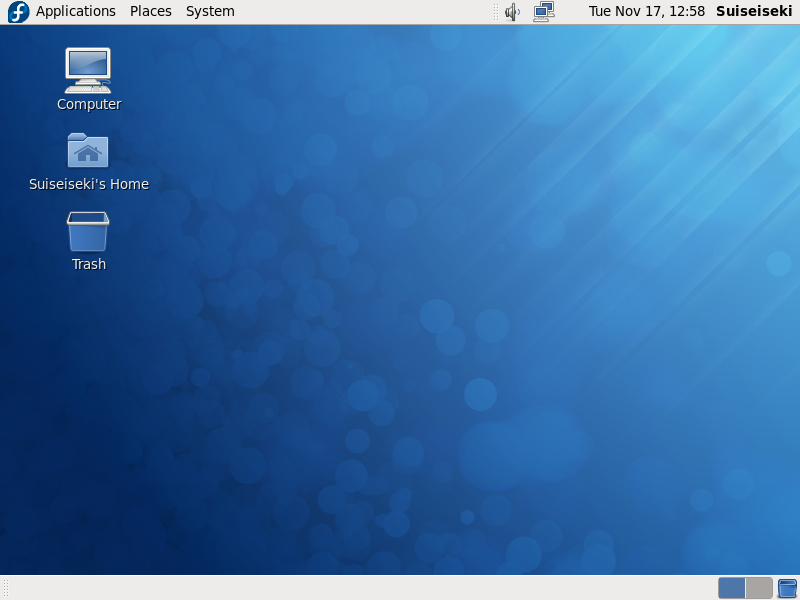
Fedora 12

Dvanáctá verze Fedory pod označením Constantine vyšla 17. listopadu 2009. Hlavními novinkami jsou:
- optimalizace výkonu 32bitových aplikací
- vylepšená podpora kamer
- nová verze Theory
- automatické hlášení chyb
- vylepšený správce sítí
- souborový systém ext4 použit i pro bootovací oddíly
- rozhraní Moblin
- novější verze desktopových prostředí
- PHP 5.3

### Fedora 13

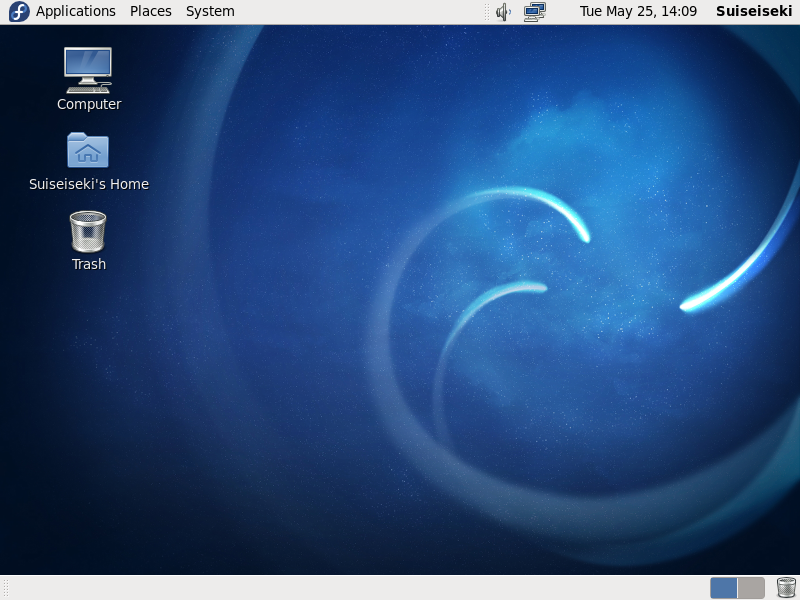
Fedora 13

Fedora 13 pojmenovaná Goddard vyšla 25. května 2010. Mezi hlavní novinky patří:
- automatická instalace ovladače tiskárny
- automatická instalace jazykové sady
- upravené uživatelské účty
- podpora 3D pro grafické karty NVIDIA (experimentální)
- nový způsob instalace Fedory přes internet
- nová verze NFS
- a další…

### Fedora 14

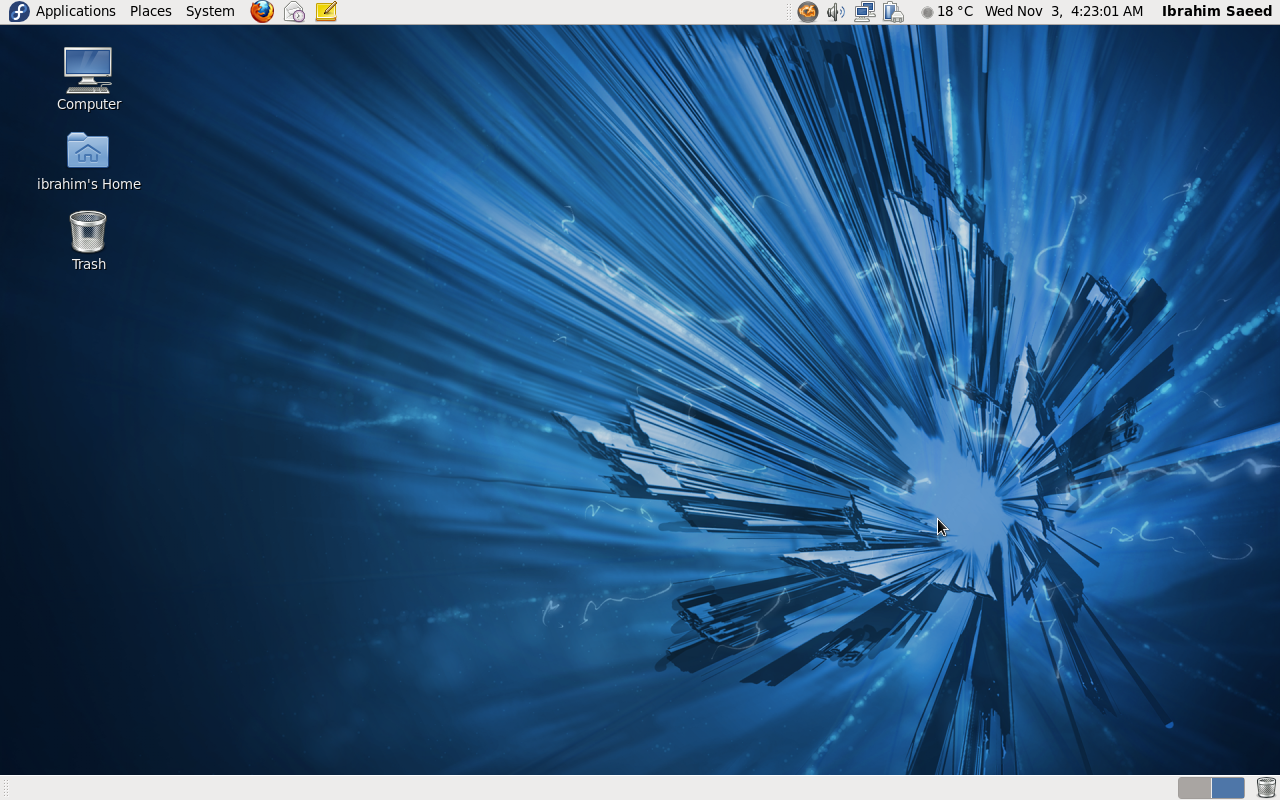
Fedora 14

Fedora 14 s označením Laughlin vyšla 2. listopadu 2010. Hlavními novinkami tohoto vydání jsou:
- překladač jazyka D
- KDE 4.5
- lepší podpora memory debuggingu v gdb
- NetBeans 6.9
- Perl 5.12
- Python 2.7
- výběr ze softwaru MeeGo[17]
- a další...[18]

### Fedora 15

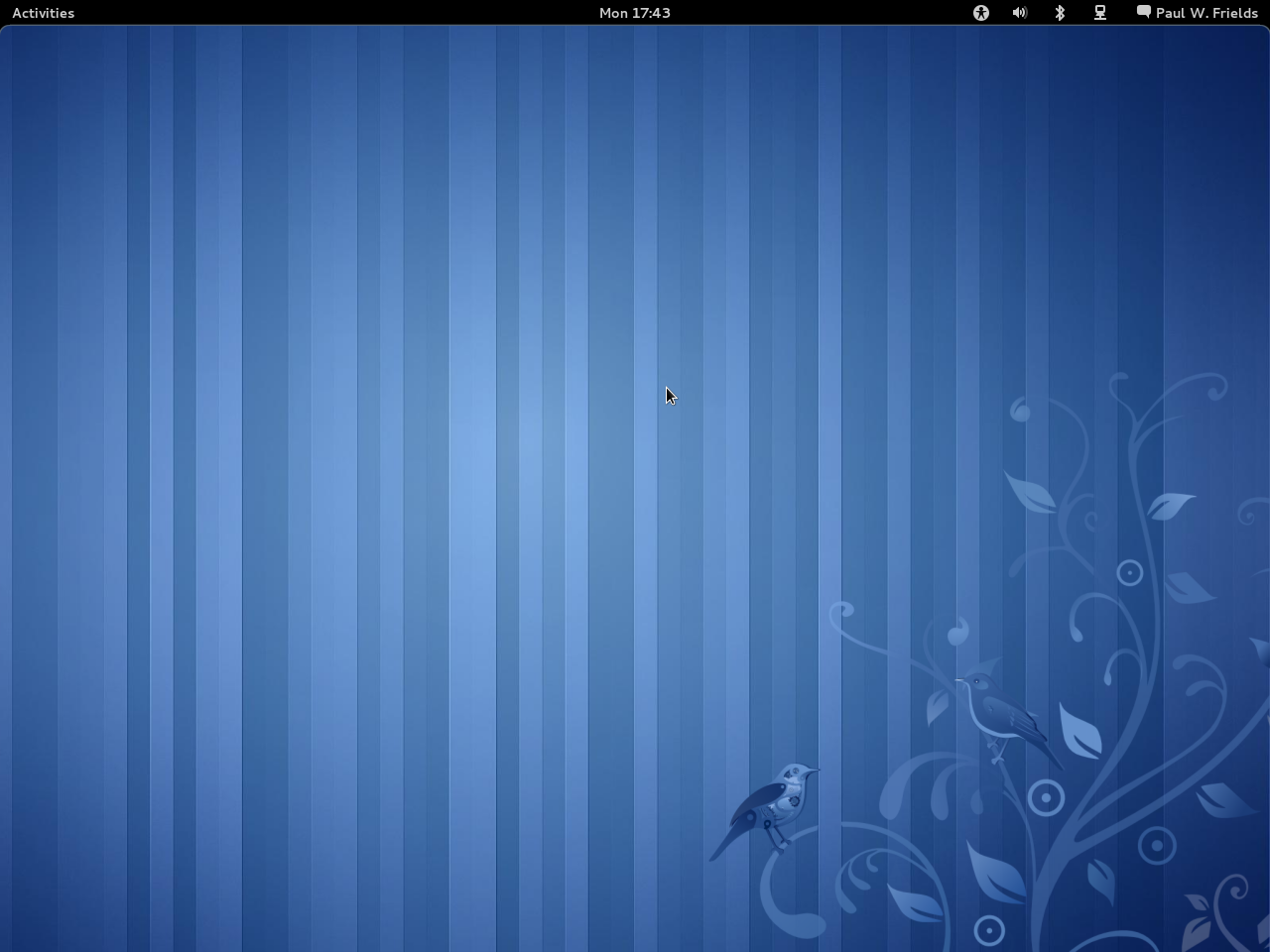
Fedora 15

Fedora 15 s označením Lovelock vyšla 24. května 2011. Hlavními novinkami tohoto vydání jsou:
- Gnome 3
- LibreOffice
- Lepší podpora šifrovaní domovského adresáře
- a další...[19]

### Fedora 16
Fedora 16 s označením Verne vyšla 8. listopadu 2011. Fedora 16 je věnován památce Dennise Ritchieho, který zemřel asi měsíc před vydáním. Hlavními novinkami tohoto vydání jsou:
- Kernel 3.1
- Grub2 jako výchozí zavaděč
- HAL daemon odstraněn ve prospěch udisks, upower a libudev
- UID / GID 1000 pro systémové účty
- a další...[20]

### Fedora 17
Fedora 17 vyšla dne 29. května 2012 s kódovým označením „Beefy Miracle“. Vydání této verze nebylo provázeno nasazením většího množství novinek, ale nese se v duchu silné optimalizace. Mezi důležité novinky můžeme také zařadit optimalizované výchozí prostředí GNOME 3.4, které již nevyžaduje bezpodmínečně 3D grafickou akceleraci, jako jeho předchůdce. Výjimku tvoří nasazení několika cloudových technologií Red Hatu. Mezi největší novinky verze patří například:
- jádro verze 3.3
- GNOME 3.4
- KDE 4.8
- GIMP 2.8
- UserMove přesun adresářů /lib/, /lib64/, /bin/ a /sbin/ do /usr/
- OpenStack Essex
- libvirt-sandbox

### Fedora 18
Fedora 18 vyšla dne 15. ledna 2013 s kódovým označením „Spherical Cow“.

### Fedora 19
Fedora 19 vyšla dne 2. srpna 2013 s kódovým označením „Schrödinger's Cat“.

### Fedora 20
Fedora 20 vyšla dne 17. prosince 2013 s kódovým označením „Heisenbug“.

### Fedora 21
Fedora 21 vyšla dne 9. prosince 2014. S touto verzí je ukončeno přidělování kódových označení. Nejzásadnější novinkou je asi plná podpora pro Wayland.

Systém je rozdělen do verzí:
- Workstation
- Server
- Cloud

### Fedora 22
Fedora 22 vyšla dne 26. května 2015.

### Fedora 23
Fedora 23 vyšla dne 3. listopadu 2015.

### Fedora 36
Fedora 36 vyšla dne 10. května 2022.